# روس وليامز
روس وليامز (بالإنجليزية: Ross Williams)‏ هو مهندس وعالم حاسوب أسترالي، ولد في 1962 في ملبورن في أستراليا.